# Polyniphes
Polyniphes is een geslacht van vlinders van de familie Lycaenidae, uit de onderfamilie Lycaeninae.

## Soorten
- P. dumenilii (Godart, 1823)
- P. duponchelii (Godart, 1823)